# 寺院

日本の寺院の地図記号の卍

寺院（じいん、梵、巴: विहार vihāra）は、仏像が祀られ、仏教の出家者が起居し、修行を行う施設である。寺（てら）、仏閣（ぶっかく）ともいう。
キリスト教や神道などを除く諸宗教の教会・神殿を指す語としても広く用いられている（ごく稀に神社にも用いられることがある）。

## 概要
「寺」という漢字は、本来、中国漢代においては、外国の使節を接待するための役所であったが、後漢の明帝の時にインドから訪れた2人の僧侶を鴻臚寺に泊まらせ、その後、この僧侶達のために白馬寺を建てさせ、住まわせたことが、中国仏教寺院の始まりである。
寺院の建造物は、礼拝（らいはい）の対象を祀る「堂塔」と、僧衆が居住する「僧坊」とに区分される。
「堂塔」は、釈迦もしくは仏陀の墓を指すものであって、祖形は土饅頭型であったが、暑さを避けるために傘を差し掛けたものが定着して、中国などで堂塔となった。日本にも中国様式が入ってきて、三重塔・五重塔・七重塔などが立てられ、土饅頭の痕跡を残した多宝塔などが出現する。日本庭園に十一重や十三重の石塔などの多層塔を建てているが、これも同意のものである。
「僧坊」は、インドではヴィハーラと名づけられて、僧侶が宿泊する場所であり、祇園精舎（ぎおんしょうじゃ、jetavana-vihāra）のように釈迦在世の時代から寄進された土地を指したが、次第に僧坊が建設されたり、石窟に住んだりした。中国に入ると僧坊が建設されることが多くなり、堂塔が併設されたので、寺院というと、堂塔と僧坊が同所にあることが普通となる。
最初期の出家者の一時的定住地はāvāsa（住処）またはārāma（園、おん）と呼ばれた。都市郊外の土地が僧伽に寄進されたものを僧伽藍摩（そうぎゃらんま、saṃghārāma）・僧伽藍、略して伽藍（がらん）といわれた。出家者の定住化に伴って僧院が形成された。精舎（しょうじゃ、vihāra）・平覆屋・殿楼・楼房・窟院の5種がある。精舎や窟院では広間と房室を中心として諸施設が整備された。
信仰の対象としての「仏塔」は、はじめ在家信者によって護持されたが、起塔供養の流行に伴って僧院中に建設され、塔を礼拝の対象とする支提堂（しだいどう、祠堂のこと）と支提窟が造られた。やがて塔の崇拝は仏像の崇拝に代わり、中国・日本の金堂（こんどう）の原型となった。
「寺（じ）」は、「役所・官舎」の意（前述書）。西域僧が中国に仏教を伝えた時、はじめ鴻臚寺（こうろじ）に滞在し、のちに白馬寺（はくばじ）を建てて住まわせた。以後、宿泊所に因んで僧の住処を「寺」と呼ぶようになった。「院」は、寺中の別舎を指している。
日本語の「寺」の訓読みである「てら」というのは、パーリ語のthera（長老）の音写であるともいわれるが明らかではない。
中国や日本の寺院では、寺院の名称に山号を加えることがある（「比叡山延暦寺」など）。詳しくは記事「山号」を参照のこと。

## 日本の寺院

### 概要（日本）
各地の寺院は、寺院近在を中心とした檀家と呼ばれる信者を抱え、墓地を保有・管理しているものが多い（檀那寺）。これら小規模な寺院は、神社と異なり檀家以外には門を閉ざしている場合が一般的である。これは他国には見られない日本独特の形態であり、神道が「死」を忌むという観念（穢れ）の違いから一種の棲み分けが進んだ結果である。葬式仏教、日本の仏教も参照。
一方、近畿地方の大阪府や奈良県、京都府などにある著名な寺院は、信仰や観光の対象として広範囲に参拝客を集める。
長い神仏習合の影響により神宮寺や、仏教の仏も祀る（正確には同一視、本地仏）とされる権現（熊野権現・山王権現など）の存在もあって祈願対象としての社寺の境は極めて曖昧である。神社仏閣などということもある。
寺を持たずに辻説法や托鉢だけで活動する僧侶もいる。

### 寺院建築

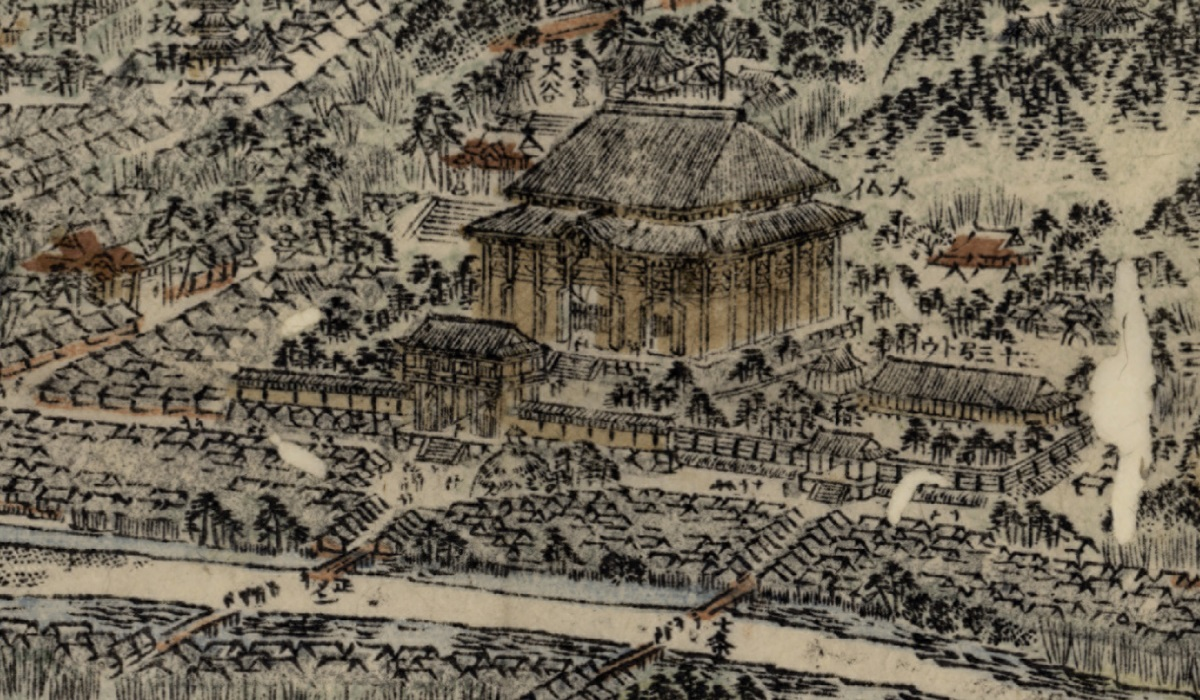
かつて京都に存在し、木造建築として最大規模を誇っていた方広寺大仏殿（京の大仏）。 寛政10年 (1798年) に落雷による火災のため焼失した。(「花洛一覧図」京都府立京都学・歴彩館デジタルアーカイブ 一部改変)

寺院も神社建築と同様、その多くは日本古来の木造建築である。しかし現代では、建築基準法や消防法の規定上、法定の規模を超える建物は耐火建築とすることが義務化されており、昔のように大きな建物を木造とすることができない。そのため、大規模な寺院建造物には鉄筋コンクリート造が増えてきている。また、ビル形式の寺院や近代的モダン寺院も出現するなど概観のデザインも多様化しており、一目では仏教寺院と認識できないものも少なくない。また、寺院の伽藍配置や建物の用途、名称は、神社のように統一されておらず、宗派や各時代によって異なっている。

### 代表的な建築様式
- 和様（わよう） - 代表例は東大寺法華堂・唐招提寺金堂、平等院鳳凰堂など
- 禅宗様（ぜんしゅうよう） - 代表例は南禅寺三門、功山寺仏殿など
- 大仏様（だいぶつよう） - 代表例は東大寺南大門、浄土寺浄土堂など
- 新和様（しんわよう） - 代表例は長弓寺本堂など
- 折衷様（せっちゅうよう） - 代表例は観心寺金堂、鶴林寺本堂、明王院本堂など
- 寝殿造（しんでんづくり） - 代表例は毛越寺の庭園など
- 書院造（しょいんづくり） - 代表例は園城寺の勧学院や光浄院など
- 黄檗様（おうばくよう） - 代表例は崇福寺、萬福寺など

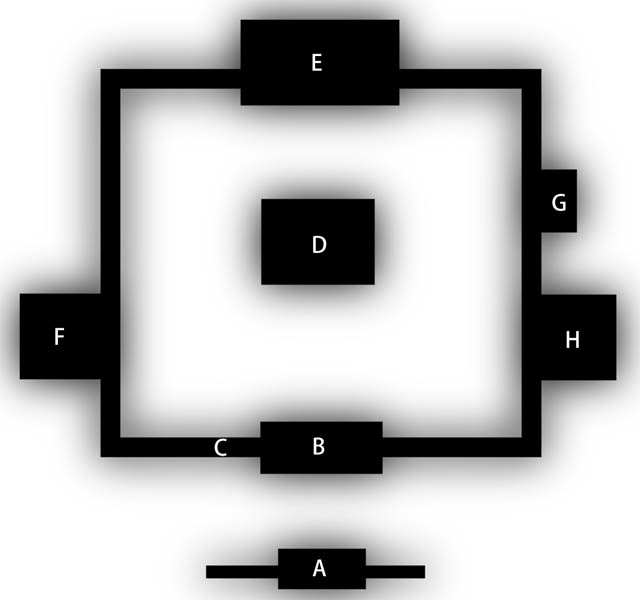
伽藍配置(瑞龍寺)
A:総門 B:山門 C:回廊 D:仏殿 E:法堂 F:禅堂 G:鐘楼 H:大庫裏

寺院の各施設
禅宗寺院では下の七施設を基本要素とし、いわゆる七堂伽藍と称する。
- 山門（さんもん）
- 本堂・仏殿（ほんどう・ぶつでん）- 本尊を祀る。
- 法堂・講堂（はっとう・こうどう）- 信者や雲水に説法・法話を行う施設
- 僧堂・禅堂 - 雲水が起居し、坐禅修行を行う。
- 庫裏・庫裡・庫院（くり・くいん）- 寺の厨房である。事務所や住職の住居を兼ねる場合もある。
- 東司（とうす）- 御手洗いのこと。
- 浴室

その他、寺院の規模により
- 方丈（ほうじょう）- 住職の居所。
- 参道（さんどう）
- 南大門（なんだいもん）
- 中門（ちゅうもん）
- 観音堂（かんのんどう）
- 阿弥陀堂（あみだどう）
- 開山堂（かいざんどう）
- 灌頂堂（かんじょうどう）
- 常行堂（じょうぎょうどう）
- 経蔵（きょうぞう）- 経典などの書庫。
- 鐘楼（しょうろう）
- 回廊（かいろう）
- 食堂（じきどう）
- 僧房・宿坊（そうぼう・しゅくぼう）
- 塔頭（たっちゅう）
- 多重塔（たじゅうとう）
- 多宝塔（たほうとう）

その他の付属施設
- 境内 -（枯山水などの庭園・公園など）
- 自然崇拝物 -（古樹・古木などの植物、湧水、山など）
- 石碑・石造 -（記念碑・顕彰碑など）
- 門前町
- 墓地（ぼち）
- 霊場（れいえん）

## 仏教以外の宗教の寺院
- 神道の寺院 - 神社を参照。
- 道教の寺院 - 道観を参照。
- ヒンドゥー教の寺院 - マンディル（mandir）と呼ばれる。
- ユダヤ教の寺院 - シナゴーグを参照。
  - エルサレム神殿
- キリスト教の寺院 - 聖堂を参照。
  - 修道院
  - 教会
    - サン・ピエトロ大聖堂や聖ワシリイ大聖堂（聖ワシーリー寺院）は、日本では「…寺院」と称されることもある。
- イスラム教の寺院 - モスクを参照。
  - マドラサ
  - カアバ神殿